# Bridge (program)
bridge, brctl – oprogramowanie będące częścią jądra systemu operacyjnego Linux służące do emulacji mostów sieciowych. Za pomocą bridge możliwe jest tworzenie mostów, które na zewnątrz wyglądają jak przełączniki sieciowe. Interfejsy sieciowe włączone do mostu zachowują się jak porty przełącznika – za ich pomocą można łączyć w OSI warstwie 2 segmenty sieci Ethernet. Aplikacją z przestrzeni roota służącą do konfiguracji bridge jest brctl kontrolującą np. br0 .

## brctl
brctl akceptuje poniższe komendy. 
```
   komenda         parametr/y składni    
   addbr           <most>*                dodaj most                   
   addif           <most> <
dev
>           dodaj 
interfejs
 do mostu        
   delbr           <most>                 usuń most                  
   delif           <most> <dev>           usuń interfejs z mostu   
   show                                   pokaż listę mostów
   showmacs        <most>                 pokaż listę 
mac
 adresów     
   showstp         <most>                 pokaż STP info *R
[
1
]

   setageing       <most> <czas>          ustaw czas starzenia, wartość domyślna(d) 300 sekund (s)
   setbridgeprio   <most> <prio>          ustaw pierwszeństwo mostu, 0-65535. domyślnie (d) 0x8000, pierwszeństwo 0 ma root most
   setfd           <most> <czas>          ustaw most-forward opóźnienie, d 15 s
   setgcint        <most> <czas>          ustaw okres 
odśmiecania
, s, d 4
   sethello        <most> <czas>          ustaw czas hello, d co 3 s wysyła BPDU
   setmaxage       <most> <czas>          ustaw maksymalny wiek wiadomości, d 20 s
[
2
]

   sethashel
   setpathcost     <most> <port> <koszt>  ustaw koszt ścieżki
   setportprio     <most> <port> <prio>   ustaw pierwszeństwo portów, pierwszy 0 najmniejsze 255 
   
stp
             <most> <stan>          {on,off} włącz, wyłącz, d off 
Protokół STP
[
3
]
[
4
]
```

- <most> to dowolna nazwa typowo br0 lub np. dla_starosty.

brctl delbr usuwa wskazany most, tylko wtedy, gdy dany most nie jest włączony, jednakowoż brctl delbr nie posiada  polecenia do wyłączenia mostu. Wydanie polecenia ifconfig br0 down wyłączy most jeżeli dany most będzie miał usunięte wszystkie interfejsy, usunięte wcześniej przez brctl delif. 

### ustawienia
konfiguracjyjne zmiany:
```
# RHEL

/etc/sysconfig/network-scripts/ifcfg-eth0

DEVICE
=
br0

TYPE
=
Bridge

/etc/sysconfig/network-scripts/ifcfg-br0

DEVICE
=
br0

BOTPROTO
=
dhcp

ONBOOT
=
yes

# Debian

/etc/network/interfaces
 

#auto eth0

auto
 
br0

iface
 
br0
 
inet
 
dhcp

  
bridge_ports
    
eth0

  
bridge_stp
      
off

  
bridge_maxwait
  
0

  
bridge_fd
       
0

```